# Villaturiel
Villaturiel es un municipio y lugar español de la provincia de León, en la comunidad autónoma de Castilla y León. Se encuentra en la comarca de La Sobarriba, y cuenta con una población de 1838 habitantes (INE 2024).

## Geografía
Integrado en la comarca de La Sobarriba, se sitúa a 13 kilómetros de la capital leonesa. El término municipal está atravesado por la carretera N-601 entre los pK 316 y 317 así como por la carretera autonómica CL-624 que permite la comunicación con Vegas del Condado y Boñar.
El relieve del territorio se caracteriza por una altiplanicie con algunos cerros aislados limitada por los ríos Bernesga (al oeste), Esla (al sur) y Porma (al este). La altitud del municipio oscila entre los 893 metros (cerro Cueto del Mixto) y los 778 metros (desembocadura del río Bernesga en el Esla). El núcleo urbano se alza a 796 metros sobre el nivel del mar.

### Ubicación
| Noroeste: León              | Norte: Valdefresno              | Noreste: Villasabariego             |
| Oeste: Onzonilla            |                                 | Este: Mansilla Mayor                |
| Suroeste Vega de Infanzones | Sur: Villanueva de las Manzanas | Sureste: Villanueva de las Manzanas |

## Localidades
El municipio está formado por catorce localidades:
- Alija de la Ribera
- Castrillo de la Ribera
- Mancilleros
- Marialba de la Ribera
- Marne
- Puente Villarente de Villaturiel
- Roderos
- San Justo de las Regueras
- Santa Olaja de la Ribera
- Toldanos
- Valdesogo de Abajo
- Valdesogo de Arriba
- Villaturiel
- Villarroañe

## Demografía
Cuenta con una población de 1838 habitantes (INE 2024).
| Gráfica de evolución demográfica de Villaturiel entre 1842 y 2021                                                     |
| |
| Población de derecho según los censos de población del INE. Población de hecho según los censos de población del INE. |